# Iffley
Iffley är en stadsdel i Oxford, i distriktet Oxford, i grevskapet Oxfordshire, i England. Iffley var en civil parish fram till 1929 när blev den en del av St Giles and St John och Littlemore. Civil parish hade 405 invånare år 1921. Byn nämndes i Domedagsboken (Domesday Book) år 1086, och kallades då Givetelei.